# Интимный словарь (фильм)
«Интимный словарь» (англ. The Sleeping Dictionary) — фильм 2003 года режиссёра Гая Дженкина.

## Сюжет
Молодой англичанин Джон Траскотт, только закончивший учёбу, приезжает на практику в английскую колонию Саравак (ныне территория Малайзии на острове Калимантан) с целью преобразить жизнь «диких» племён туземцев. Среди племени ибаны был обычай предоставлять англичанам женщину-любовницу, с помощью которой они осваивали местный язык. Такую женщину называли «интимным словарём». Траскотт влюбляется в эту женщину — Селиму и желает на ней жениться, из-за чего вступает в конфликт с руководителем колонии: такие браки запрещены и нарушают местный уклад жизни. Траскотта вынуждают вернуться в Англию, там он женится на другой женщине. Но, вернувшись с женой обратно в колонию, узнает, что у Селимы родился ребёнок, его ребёнок. В результате непростых испытаний Траскотт всё-таки сбегает вместе с Селимой в джунгли, где они и живут счастливо.

## В ролях
| Актёр          | Роль            |
| -------------- | --------------- |
| Хью Дэнси      | Джон Траскотт   |
| Джессика Альба | Селима          |
| Боб Хоскинс    | Генри Буллард   |
| Бренда Блетин  | Агги Буллард    |
| Эмили Мортимер | Сесилия Буллард |
| Ноа Тейлор     | Невиль Шипперли |
| Юджин Саллех   | Белансэ         |